# كارلو أزيليو تشامبي
كارلو أزيليو تشامبي (بالإيطالية: Carlo Azeglio Ciampi)‏ (مواليد 9 ديسمبر 1920 في ليفورنو- 16 سبتمبر 2016). سياسي ومصرفي إيطالي، أصبح رئيس للوزراء من 24 أبريل 1993 إلى 10 مايو 1994، وكذلك رئيسا لجمهورية إيطاليا في الفترة من 18 مايو 1999 - 15 مايو 2006. قبل أن يتولى خليفته جورجو نابوليتانو منصب رئيس الجمهورية. لديه مقعد مدى الحياة في البرلمان، وهي تمنح عادة لأي رئيس للجمهورية، حسب الدستور الإيطالي.

## روابط خارجية
- كارلو أزيليو تشامبي على موقع أوليمبيديا (الإنجليزية)
- كارلو أزيليو تشامبي على موقع IMDb (الإنجليزية)
- كارلو أزيليو تشامبي على موقع مونزينجر (الألمانية)
- كارلو أزيليو تشامبي على موقع إن إن دي بي (الإنجليزية)
- كارلو أزيليو تشامبي على موقع كينوبويسك (الروسية)